# Vinciguerra d'Aragon
Vinciguerra d'Aragon est le fils aîné de Sanciolo d'Aragona et Lucia Palizzi. En 1355, il se révolte contre son cousin  Frédéric III, qui, en décembre, l'a envoyé à Patti comme  capitaine pour servir jusqu'à décembre 1356. Avec Guglielmo Rosso et Corrado Spadafora, le capitaine et châtelain de Lipari, il rejoint son frère cadet Sancho (Sanciolo) dans une révolte pro- angevine en 1357. 
En mars 1359, il abandonne la famille d'Anjou et aide son cousin le roi contre ce qui reste de l'insurrection. Il est récompensé par la seigneurie de  Termini et le comté de  Novara qui avait été en possession de son grand-père maternel en 1364. 
De son neveu Mattiotto, le fils de Sancho, il hérite du comté de Cammarata en 1369. 
En 1371, il devient baron de Militello, la baronnie de son propre père, et San Marco. 
De 1365 à 1368, il est Grand Chancelier de  Sicile, en remplacement de Enrico Rosso. Son fils  Bartholomew sera son héritier.
Une forteresse de Vinciguerra, construite en 1366, la Torre Vinciguerra, à Gioiosa Marea, porte encore son nom. Il a également fait construire un château sur le sommet de Gioiosa Guardia.

## Sources
- Ghisalberti, Alberto M., ed. Dizionario Biografico degli Italiani: III Ammirato ; Arcoleo. Rome, 1961.